# Hybophthiridae
Hybophthiridae – rodzina skórnych pasożytów ssaków należąca do rzędu Phthiraptera. Powodują chorobę zwaną wszawicą. 
Hybophthiridae stanowią rodzinę składającą się obecnie z 1 rodzaju:
- Hybophthirus - rodzaj ten obecnie składa się z 1 gatunku
  -  Hybophthirus notophallus